# Olszanica (województwo dolnośląskie)
Olszanica (niem. Alzenau) – wieś w Polsce położona w województwie dolnośląskim, w powiecie złotoryjskim, w gminie Zagrodno.

## Podział administracyjny
W latach 1975–1998 miejscowość administracyjnie należała do województwa legnickiego.

## Demografia
Według Narodowego Spisu Powszechnego (III 2011 r.) liczyła 960 mieszkańców. Jest drugą co do wielkości miejscowością gminy Zagrodno.

## Położenie
Przez wieś przebiega droga wojewódzka nr 363.

## Zabytki
Do wojewódzkiego rejestru zabytków wpisane są:
- kościół pw. Serca Jezusowego, z 1516 r., lata 1899-1900
- cmentarz przykościelny
- zamek, nie istnieje